# Selenops siboney
Espèce
Selenops siboney est une espèce d'araignées aranéomorphes de la famille des Selenopidae.

## Distribution
Cette espèce est endémique de la Province de Santiago de Cuba à Cuba,.

## Description
Le mâle holotype mesure 4,50 mm.

## Étymologie
Son nom d'espèce lui a été donné en référence au lieu de sa découverte, Siboney.

## Publication originale
- Alayón, 2005 : La familia Selenopidae (Arachnida: Araneae) en Cuba. Solenodon, vol. 5, p. 10-52.